# Kurt Steyrer
Kurt Steyrer (* 3. Juni 1920 in Linz; † 16. Juli 2007 in Wien) war ein österreichischer Politiker (SPÖ).

## Leben
Kurt Steyrer studierte Medizin in Wien und an der Universität Prag (Promotion 1945). 1951 eröffnete er eine Facharztpraxis als Dermatologe. Von 1952 bis 1981 war er Betriebsarzt bei der Simmering-Graz-Pauker AG.
1946 trat Steyrer der SPÖ und der Sozialistischen Ärztevereinigung bei, deren Obmann er von 1961 bis 1968 war.
Von 1975 bis 1983 war Kurt Steyrer Abgeordneter zum Nationalrat, von 1981 bis 1985 Bundesminister für Gesundheit und Umweltschutz unter Bruno Kreisky und Fred Sinowatz. In seine Zeit als Umweltminister fiel der politische Paradigmenwechsel bei den großen Parteien in Richtung „grüner Ideen“.
Bei der Bundespräsidentschaftswahl 1986 kandidierte er auf Vorschlag von Fred Sinowatz. Er unterlag im zweiten Wahlgang Kurt Waldheim.
1987/88 war er Mitglied und Pensionistensprecher des Wiener Gemeinderates.
1987 bis 1989 war er Präsident des ARBÖ.
Steyrer ist am Wiener Zentralfriedhof begraben (Gruppe 2, Reihe 31, Grab Nummer 7).